# Petr Sisák
Petr Sisák (* 31. srpna 1967, Plzeň) je český podnikatel. Je předsedou dozorčí rady Spolku pro chemickou a hutní výrobu, od září 2012 do června 2015 byl členem dozorčí rady holdingové společnosti Energochemica.
Petr Sisák vystudoval Právnickou fakultu Univerzity Karlovy. Pohyboval se okolo později zkrachovalé České národní investiční společnosti Litoměřice, kde spolupracoval s Igorem Brdlíkem, taktéž i okolo konkurzu Union banky. Za vytunelování První slezské banky byl odsouzen k podmíněnému trestu. Je podezřelý, že se podílel na celé řadě dalších hospodářských zločinů, tzv. tunelování, např. C.S. Fondů, Key Investments nebo Zbrojovky Brno. Vymyslel údajně rovněž akci 300 miliónů do Podpůrného a garančního rolnického a lesnického fondu (nepřímá "pomoc" jeho společnosti Oleofin), kterou chtěl podpořit tehdejší ministr zemědělství Petr Gandalovič.
Dne 15. 1. 2016 bylo zahájeno jeho trestní stíhání jako obviněného ze způsobení úpadku, z poškození věřitele, zvýhodnění věřitele, zasahování do nezávislosti soudu, z účasti na organizované zločinecké skupině a podvodu ve prospěch této skupiny v kauze Via Chem Group. V červenci 2021 byl ve věci obžalován spolu se 14 dalšími osobami (mj. Ivo Hala) a pěti firmami (mj. Via Chem Group, Spolchemie). Podle obžaloby působil jako hlava organizované zločinecké skupiny, která ovlivňovala soudce (zejména během insolvenčních řízení) i samotné insolvenční správce s cílem zkrátit věřitele Via Chem Group (mj. městské části Praha 6 a Praha 10). V dubnu 2025 byl Krajským soudem v Praze byl ve věci nepravomocně odsouzen k osmiletému trestu odnětí svobody a peněžitému trestu ve výši 16 mil. Kč. Odsouzena byla celá organizovaná skupina, kterou Sisák podle rozsudku vedl.